# Eversen (Bergen)
Eversen ist eine zur niedersächsischen Stadt Bergen gehörende Ortschaft im Landkreis Celle in der Lüneburger Heide. Früheste archäologische Funde stammen aus der älteren Steinzeit, urkundlich wurde Eversen erstmals in einem Lehnsregister des Jahres 1330 erwähnt. Die am Rande des Naturparks Südheide liegende Ortschaft wurde 1973 nach Bergen eingemeindet und hat bei einer Größe von 3328 ha 1.231 Einwohner (Stand Dezember 2022).

## Geografie

### Lage
Eversen liegt am Rande des Naturparks Südheide ca. 16 km nördlich von Celle und ca. 10 km südwestlich von Hermannsburg an der von Celle nach Hermannsburg führenden Landesstraße 240. Die Ortschaft liegt auf einer während der Weichsel-Eiszeit entstandenen Lösssandinsel im Urstromtal der Örtze, ist 3.328 ha groß und gliedert sich in die Ortsteile Eversen, Feuerschützenbostel, Altensalzkoth und Kohlenbach. Feuerschützenbostel liegt ca. 2,5 km südwestlich, Altensalzkoth ca. 1,5 km südöstlich und Kohlenbach ca. 2,5 km südöstlich vom Ortsteil Eversen entfernt.

### Flächennutzung
Für die Gemarkung Eversen sind im Flächennutzungsplan von 1983 angegeben:
| Nutzungsart    | Größe   |                                       | Nutzungsart | Größe |
| Äcker / Gärten | 305 ha  | Wiesen / Weiden                       | 490 ha      |       |
| Wald           | 2302 ha | Moor                                  | 14 ha       |       |
| Heide          | 4 ha    | Wege / Gewässer / Bebaute Grundstücke | 223 ha      |       |

### Gewässer

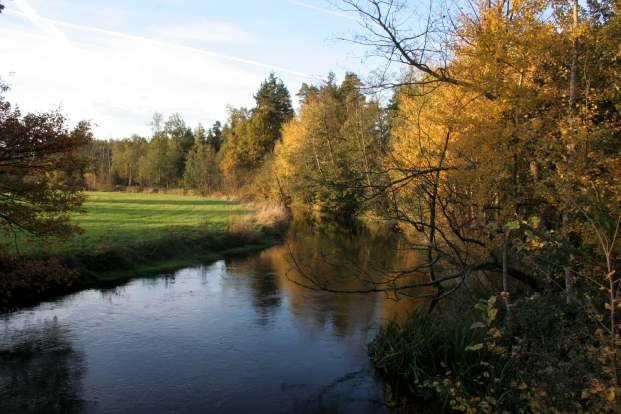
Die Örtze in Eversen

Durch Eversen fließen die Örtze, der Mühlenbach sowie der Bruchbach. Der Mühlenbach durchfließt das „alte Dorf“ von Norden nach Süden und mündet in die Örtze. Der Bruchbach fließt quer durch die Gemarkung Eversen. Er dient zum einen als Entwässerungsgraben, zum anderen wurde er in den letzten Jahren vom Fischereiverein Eversen zur Lachsaufzucht genutzt.
Im alten Dorf liegt der zum Rittergut I gehörende Mühlenteich, der 1638 angelegt wurde. Er hatte eine Größe von ursprünglich knapp 0,75 ha und wurde in der zweiten Hälfte des 20. Jahrhunderts durch die Einbeziehung weiterer Flächen auf 11⁄2 ha vergrößert. Bis zum beginnenden 20. Jahrhundert diente er zum Betrieb der gutseigenen Mühle; in den 1970er und 1980er Jahren wurde er für die Fischwirtschaft genutzt.
Weitere Gewässer sind unter anderem ein Nebenarm der Örtze, der sogenannte Kolk, mehrere Fischteiche im Ortsteil Feuerschützenbostel sowie im sogenannten Schummelsbruch, einem östlich des Kernortes gelegenen Waldstück, Wasserflächen, die nach einem Sturm im Jahr 1972 zur langfristigen Lagerung von Stammholz angelegt wurden.

## Geschichte
Dieser Abschnitt behandelt ausschließlich die Geschichte des Ortsteils Eversen. Zur Geschichte der 1929 eingemeindeten Dörfer siehe die Artikel Feuerschützenbostel, Altensalzkoth und Kohlenbach.

### Vor- und frühgeschichtliche Zeugnisse
Früheste archäologische Funde aus Eversen stammen aus der Zeit der ausgehenden älteren Steinzeit. Funde von Werkzeugen aus Feuerstein sowie Überreste von Feuerstellen zeugen von einer zumindest zeitweisen Besiedlung durch umherziehende Jäger- und Sammler. Für die Mittelsteinzeit bezeugen zahlreiche Funde eine starke Besiedlung der östlich der Örtze gelegenen Sanddünen im Gebiet des heutigen Ortsteils Sandberg. In der Jungsteinzeit und dem Übergang von der aneignenden zur produzierenden Lebensweise wurden die für die Landwirtschaft ungeeigneten Sanddünen als Siedlungsplätze größtenteils aufgegeben. Lediglich am sogenannten Kolk und am Lerchenberg ist auch für diese Zeit eine Besiedlung nachweisbar. Der Zugang zum Wasser und die im Vergleich zu den übrigen Siedlungsplätzen bessere Qualität des Ackerbodens boten hierfür die notwendigen Voraussetzungen. Für die Eisenzeit, d. h. die Zeit von ca. 800 v. Chr. bis 400 n. Chr., sind im Ortsbereich keine Siedlungsspuren nachzuweisen.

### Entstehung des Dorfes Eversen
Die Entstehung des bäuerlichen Dorfes kann nicht exakt datiert werden, jedoch ist aufgrund der dort vorherrschenden Langstreifenfelder und der Ortsnamenentwicklung anzunehmen, dass Eversen spätestens im 9. Jahrhundert entstand. Eversen gehörte zu dieser Zeit zum altsächsischen Loingau. Urkundlich wurde das Dorf erstmals in einer Lehnsurkunde aus dem Jahr 1330 mit dem Namen „Euersten“ erwähnt.

### Gutshöfe

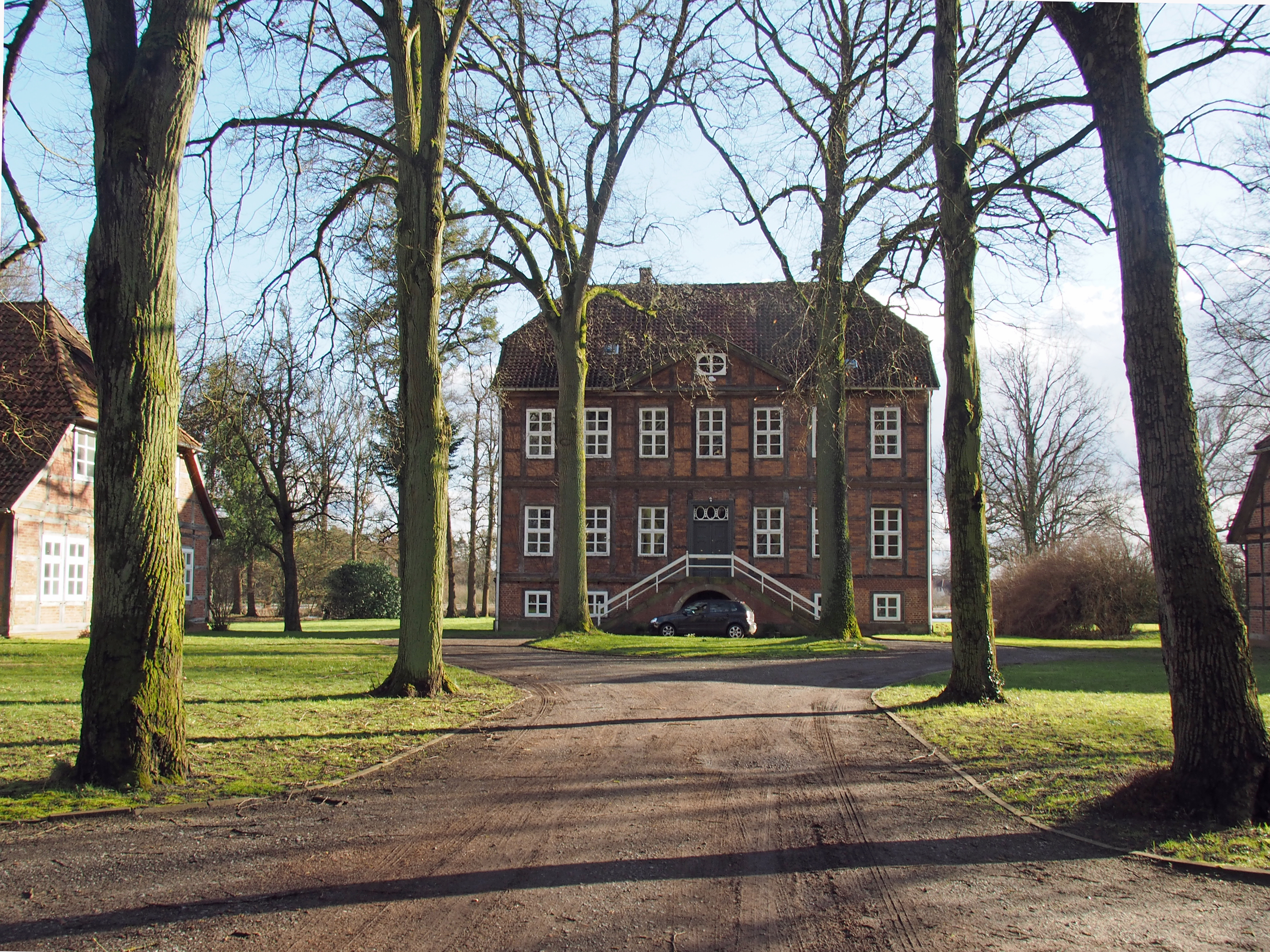
1792 erbautes Haupthaus des Rittergutes I

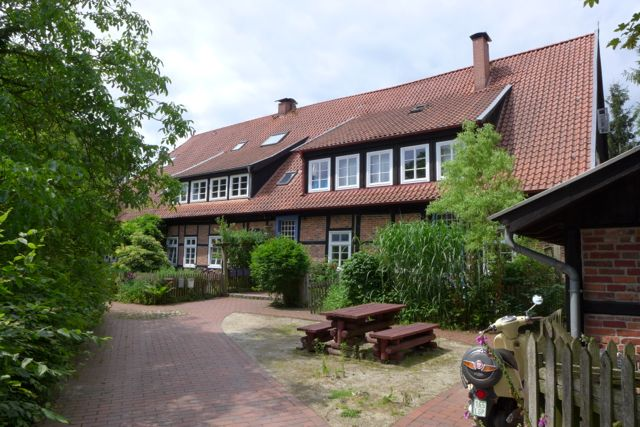
1686 erbautes ehemaliges Haupthaus des Rittergutes II

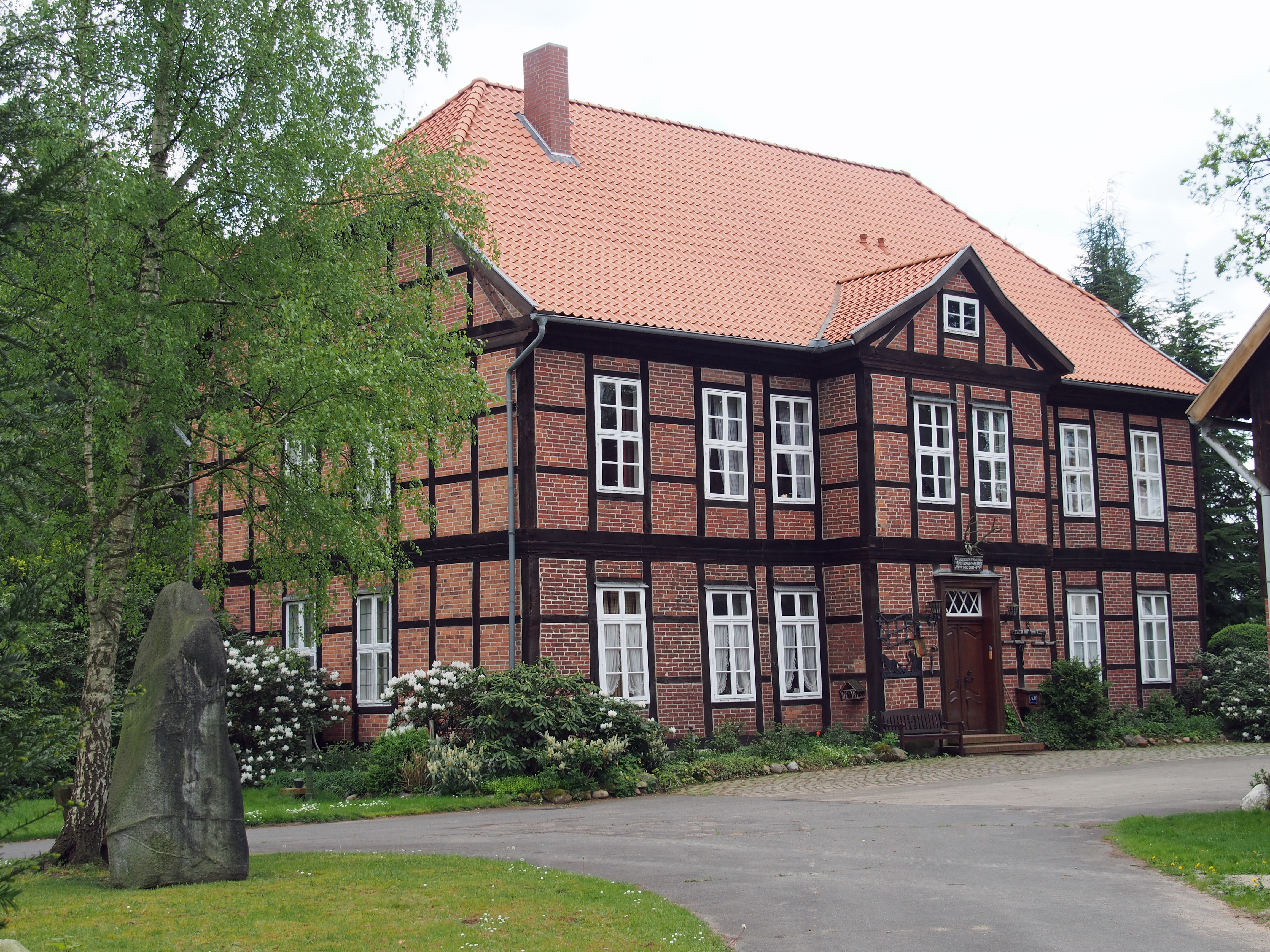
1700 erbautes Haupthaus des Rittergutes III

In Eversen gibt es drei Rittergüter, denen die Bauernhöfe grundherrschaftlich zugehörig waren, das heißt, sie mussten dem Gutsherrn verschiedene Abgaben und Dienste leisten. Die Besitzer der adligen Höfe, die Gutsherren, mussten im Kriegsfall Reiter, gepanzerte Pferde und bewaffnete Leute zur Verfügung stellen.
Das Gut I Sedelhof, auch Sattelhof genannt, liegt östlich der Dorfstraße. Er wird im Norden und Osten vom Mühlengraben, im Westen vom Mühlenteich und im Süden von der Örtze begrenzt, ist also gänzlich von Wasser umgeben und nur über eine Holzbrücke zugänglich. Wegen seiner vorteilhaften Lage muss er als einer der ältesten Höfe in Eversen betrachtet werden. Der Hof wurde urkundlich erstmals 1424 erwähnt. In einer Lehnsurkunde des Lüneburger Herzogs wurde ein „Carsten von Harling“ unter anderem mit einem Hof in Eversen belehnt. Da die Belehnung wie „von alters hero gehabt“ erfolgte, kann davon ausgegangen werden, dass das Gut I spätestens seit dem Ende des 14. Jahrhunderts im Besitz derer von Harling war. Der Gutshof war einer der wenigen im Fürstentum Lüneburg mit einem Bergfried, d. h. einem befestigten Turm. Die aktuelle Bebauung stammt aus dem Jahr 1792, als der Justizrat Carl August von Harling ein neues Gutsgebäude und Stallungen in Fachwerkbauweise errichten ließ.
Das Gut II, der sogenannte Majorshof, liegt am südlichen Ende des alten Dorfes, westlich der Dorfstraße. Er war bis ins 15. Jahrhundert im Besitz der Familie von Hodenberg, die ihn als Afterlehen an die Familie Tiebermann vergeben hatte. 1495 wurde erstmals die Familie von Harling mit dem Hof belehnt. Der Hof blieb jedoch wie zuvor im Besitz der Familie Tiebermann, die damit Aftervasallen derer von Harling wurden. Nach dem Aussterben der Familie Tiebermann im 17. Jahrhundert wurde der Hof nicht neu vergeben, sondern ging an den Major Anton Johann von Harling, der das 1686 fertiggestellte Gutshaus bauen ließ. Nach ihm wurde der Majorshof benannt. Sein Sohn erbte neben Gut II auch von seinem Onkel Gut I, so dass die beiden Güter wieder in einer Hand vereinigt wurden. Das Gutshaus wurde 1971 verkauft und ist nicht mehr Bestandteil des Gutes.
Das Gut III, entstanden 1573 durch den Erwerb des Beckerhofes, liegt mitten im alten Dorf, westlich der Dorfstraße. Es war ursprünglich eine abgabenpflichtige Hofstelle und erhielt erst Anfang des 17. Jahrhunderts den Rang eines landtagsfähigen Gutshofes. Infolge einer Erbauseinandersetzung trat die auf dem Gut I sitzende sogenannte ältere Linie der Familie von Harling den Hof an die sogenannte jüngere Linie der Familie von Harling ab, die daraufhin mit dem Hof in den Lehnsverband aufgenommen wurde. Das zweistöckige Herrenhaus in Fachwerkbauweise wurde im Jahr 1700 errichtet. 1834 übertrug Wilhelm IV., König von Großbritannien und Irland sowie in Personalunion König von Hannover, dem Besitzer des Gutes III, Landkommissär (heute: Landrat) Georg Franz von Harling den Gutshof in Feuerschützenbostel als Lehen.
Im Zuge der Landreform kam es zu Ablösungsverträgen. Ab 1830 gingen auch die Lehnsgüter, nach Zahlung einer Ablösesumme an den König von Hannover, in das Eigentum über.

### Das bäuerliche Dorf Eversen

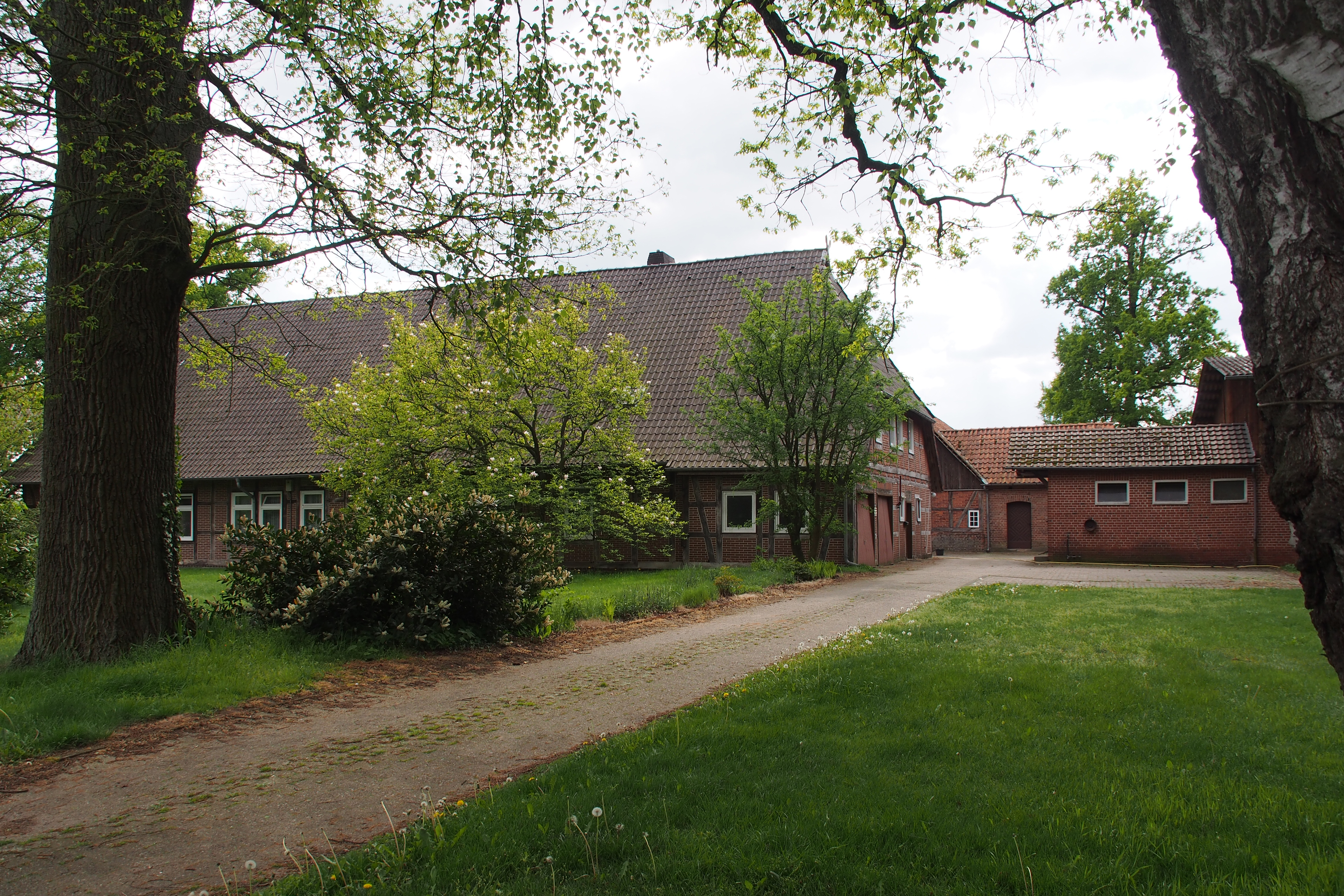
Bauernhof in Eversen

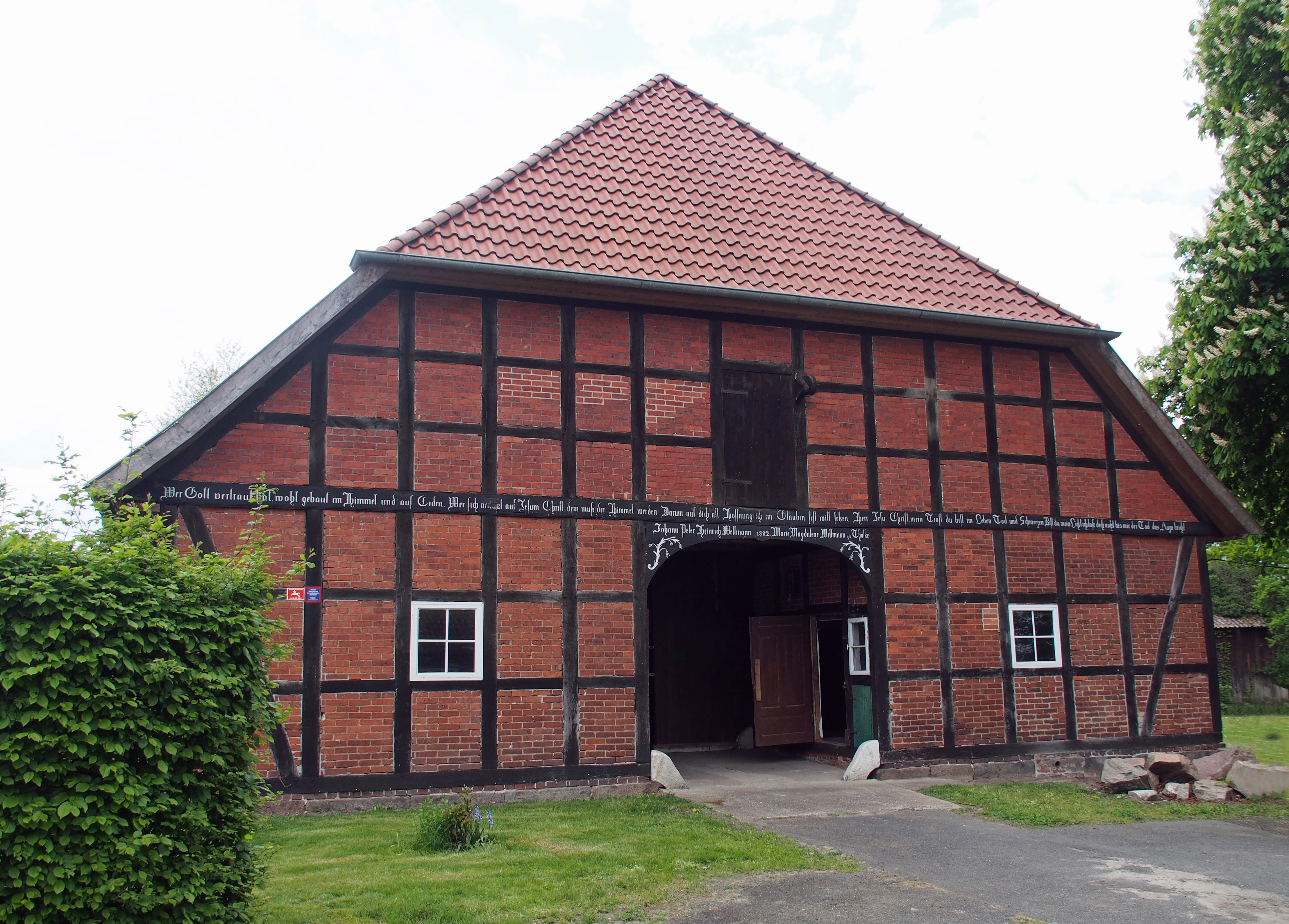
Das in Vierständerbauweise errichtete Fachwerkhaus stammt aus dem Jahr 1882. Der Hof wurde 1381 erstmals urkundlich erwähnt und ist einer der ältesten Höfe in Eversen.

Für das Jahr 1378 werden in einem Celler Zinsregister drei dem Celler Herzog abgabenpflichtige Vollbauern genannt. Da dieses Register lediglich die dem Herzog grundherrschaftlich zugehörigen Höfe aufführt, kann jedoch nicht gesagt werden, ob zu diesem Zeitpunkt bereits weitere Höfe existierten. Kurz darauf kam es zu einer Aufteilung einer der drei dem Herzog pflichtigen Höfe in drei Kötnerstellen. Im Celler Einnahmeverzeichnis des Jahres 1381 werden 5 dem Celler Herzog pflichtige Hofstellen genannt, hinzu kam ein dem Everser Gut II zugehöriger Hof, so dass für diese Zeit von sechs pflichtigen Hofstellen ausgegangen werden kann.
Im beginnenden 15. Jahrhundert wurde der Ort weiter ausgebaut. Die Lehnsbesitzer der Everser Rittergüter nutzten ihr Land, um weitere, ihnen abgabenpflichtige Hofstellen zu schaffen. In einem Schatzregister des Jahres 1438 sind bereits zwölf schatzpflichtige Personen aufgeführt. Die genannten Schatzleistungen lassen für diese Zeit 3 Vollhöfe und 9 Kötnerstellen annehmen.
Im 16. und 17. Jahrhundert setzte sich der Ausbau des Ortes fort, der mit der Einrichtung einer dem Gut I pflichtigen Kote im Jahr 1692 seinen vorläufigen Abschluss fand. Eversen bestand zu dieser Zeit aus 22 pflichtigen Hofstellen, einem gemeindlichen Hirtenhaus und den drei adligen Gütern der Familie von Harling. Hinzu kamen die Häuser der Kleinbauern und der Heuerlinge. Da die Heuerlinge jedoch nur mit wenig Land ausgestattet waren und keine Weiderechte an der Allmende, das heißt, an den der Allgemeinheit gehörenden Flächen besaßen, waren die Besitzer auf Arbeit auf den Gütern angewiesen oder verdienten sich als Salzfahrer der Sülzer Saline ihren Lebensunterhalt.
Von Kriegshandlungen und Plünderungen durch brandschatzende Truppen blieb Eversen in seiner Geschichte verschont, im Gegensatz zu den meisten anderen Heidedörfer in der südlichen Lüneburger Heide. Die umliegenden Moore boten einen natürlichen Schutz für das Dorf. Schwerwiegend waren für die Bauern jedoch die aus dem Dreißigjährigen Krieg resultierenden Kontributionen, die über Jahrzehnte die dörfliche Entwicklung schwächten und zu einer Aufgabe zahlreicher Höfe führten.
Zwei Pestwellen führten 1581 und 1642 zu zahlreichen Todesfällen und dem Aussterben mehrerer Familien.
Das 19. Jahrhundert war von umfangreichen Agrarreformen geprägt. Grundlegend für die weiteren Reformen war die Generalteilung zu Beginn des 19. Jahrhunderts, durch die die Dörfer feste Grenzen erhielten und jedes Stück Land einer Gemeinde zugeordnet wurde. Der Umfang der den einzelnen Dörfern zugeteilten Flächen richtete sich nach den in der Vergangenheit in Anspruch genommenen Weiderechten. Da Eversen überwiegend durch Landwirtschaft geprägt war, kam es zu einer verhältnismäßig großen Landzuteilung von über 3000 ha. Dem folgten in den Jahren 1838 bis 1858 die Gemeinheitsteilungen. Die Allmende,  die bis dahin gemeinschaftlich genutzten Flächen, wurde nun den einzelnen Höfen als freies Eigentum übertragen, abhängig von den jeweiligen bestehenden Nutzungsrechten an der Allmende.
Auf Grundlage der Ablösungsverordnung für das Königreich Hannover aus dem Jahr 1833 erfolgte die Ablösung der auf den Höfen ruhenden Verpflichtungen der Grundherrschaft gegenüber. Die nach dem sogenannten Meierrecht vergebenen Höfe waren ehedem zu zahlreichen Dienstleistungen und Geldzahlungen verpflichtet, die nun gegen die Zahlung einer Summe, die dem 25-Fachen der bisherigen jährlichen Verpflichtung entsprach, aufgehoben wurden. Damit gingen die Höfe als freies Eigentum in den Besitz der Bauern über. Diese Reformen führten zu einer Konjunktur der Landwirtschaft, die noch an den zu dieser Zeit zahlreichen neu entstandenen Hofbauten zu erkennen ist. Eine weitere Folge der Ablösungen war, dass Grundbesitz frei veräußert werden konnte. Damit waren die Voraussetzungen für die Anlage neuer Abbauerstellen geschaffen. In der zweiten Hälfte des 19. Jahrhunderts entstanden so auf dem sogenannten Sandberg, einem östlich der Örtze gelegenen Teil Eversens, zahlreiche neue Häuser und die Bevölkerungszahlen stiegen deutlich an.
Am Ersten Weltkrieg nahmen 99 Männer aus Eversen teil, von denen 29 fielen. Die Unruhen nach Ende des Krieges führten 1919 zum Beschluss des Gemeinderates, eine Einwohnerwehr in Stärke von 25 bis 30 Mann zu bilden. Ein Jahr später wurde diese Wehr bereits wieder aufgelöst; dafür wurden für die folgenden 6 Monate zwei Nachtwächter eingestellt.

### Verwaltungsgeschichte
Seit dem 14. Jahrhundert ist als unterste Verwaltungs- und Gerichtsinstanz die Amtsvogtey Bergen belegt, der ein herzoglicher Vogt vorstand. Ihr untergeordnet war seit dem 15. Jahrhundert die Verwaltungsstelle in Sülze, die für das Kirchspiel Sülze, dem Eversen zugehörig war, zuständig war. Die ausschließlich die Ortschaft Eversen betreffenden Belange wurden von der Realgemeinde, das heißt, von den Besitzern der an der Allmende berechtigten Höfe, beraten und entschieden. Eine grundlegende Änderung brachten die politischen Reformen des 19. Jahrhunderts, in deren Folge die politische Gemeinde Eversen entstand. Die Mitbestimmung der dörflichen Angelegenheiten war fortan nicht mehr von den Besitzverhältnissen abhängig, jeder männliche Dorfbewohner über 25 Jahren besaß nun das Stimmrecht.

### Realgemeinde Eversen
Bis zu den Agrarreformen des 19. Jahrhunderts und der damit verbundenen Aufteilung der im Gemeinschaftsbesitz befindlichen Flächen waren die an diesen Flächen Berechtigten die Entscheidungsträger der dörflichen Angelegenheiten. Im 19. Jahrhundert verlor die Realgemeinde deshalb massiv an Bedeutung, wurde jedoch 1892 als Körperschaft des öffentlichen Rechts neu gegründet. Aufgabe war die Verwaltung der im Besitz der Dorfgemeinschaft verbliebenen Wälder. Mitglieder waren weiterhin die ehemals am Gemeinschaftsbesitz berechtigten, das heißt, die Besitzer der 21 Hofstellen sowie die der drei Rittergüter. 1974 wurde der verbliebene Wald unter den Mitgliedern aufgeteilt, lediglich ein in der Gemarkung Sülze liegendes Grundstück mit einer Größe von 72 Morgen blieb im Besitz der Realgemeinde.

### Eversen seit 1929
Im Zuge einer kommunalen Gebietsreform kam es 1929 zur Eingemeindung der bis dahin selbständigen Dörfer Altensalzkoth, Feuerschützenbostel und des Einzelgehöfts Kohlenbach.
1934 kam es mit der Amtsübernahme durch Albert Buhr zum ersten nationalsozialistischen Bürgermeister. Bei der Wahl zum deutschen Reichstag 1932 wurden 30 % der Wählerstimmen, 1933 bereits 60 % der Stimmen für die NSDAP abgegeben.
Von Kriegshandlungen blieb Eversen während des Zweiten Weltkrieges verschont, allerdings stürzte im Laufe der Luftkämpfe im Raum Hannover-Braunschweig eine Messerschmitt Bf 109 in den Garten eines Everser Bauernhofes. Einer der beiden Piloten starb bei dem Absturz, der zweite konnte sich durch einen Fallschirmabsprung retten. Insgesamt nahmen 182 Everser am Krieg teil, von denen 84 fielen.
Im Zuge der Entnazifizierung wurde der Bürgermeister abgelöst und mehrere Everser Bürger wurden als Minderbelastete klassifiziert. 1945 und 1946 kam es zu sogenannten Reparations-Holzeinschlägen, durch die in der Gemarkung Eversen ca. 120.000 bis 150.000 Festmeter Holz gefällt wurden.
Die Jahre nach dem Zweiten Weltkrieg waren durch den Zuzug von Vertriebenen bestimmt. In den folgenden Jahren entstanden auf dem Sandberg zahlreiche neue Häuser und die Zahl der Einwohner stieg deutlich. Brachte dieser Zuwachs in den meisten umliegenden Dörfern ein stark verändertes Dorfbild mit sich, bewahrte das alte Dorf weitgehend seinen Charakter und das Ortsbild wird auch heute noch von alten Fachwerkhäusern bestimmt.
Im Zuge der niedersächsischen Gebiets- und Verwaltungsreform verlor Eversen am 1. Januar 1973 seine Selbständigkeit und ist seitdem eine Ortschaft der Stadt Bergen.
1972 verursachte der Orkan Quimburga, dem 10 % der Waldfläche Niedersachsens zum Opfer fielen, auch in der Gemarkung Eversen beträchtliche Schäden. Der Brand in der Lüneburger Heide 1975 zerstörte große Waldflächen in dem zur Gemarkung Eversen gehörenden Kohlenbach sowie in der Everser Mathheide. 1997 entstand durch einen weiteren Sturm ebenfalls beträchtlicher Schaden, bei dem große Teile des Geheges, eines sich an das Gut I anschließenden Waldes, umgeweht wurden.

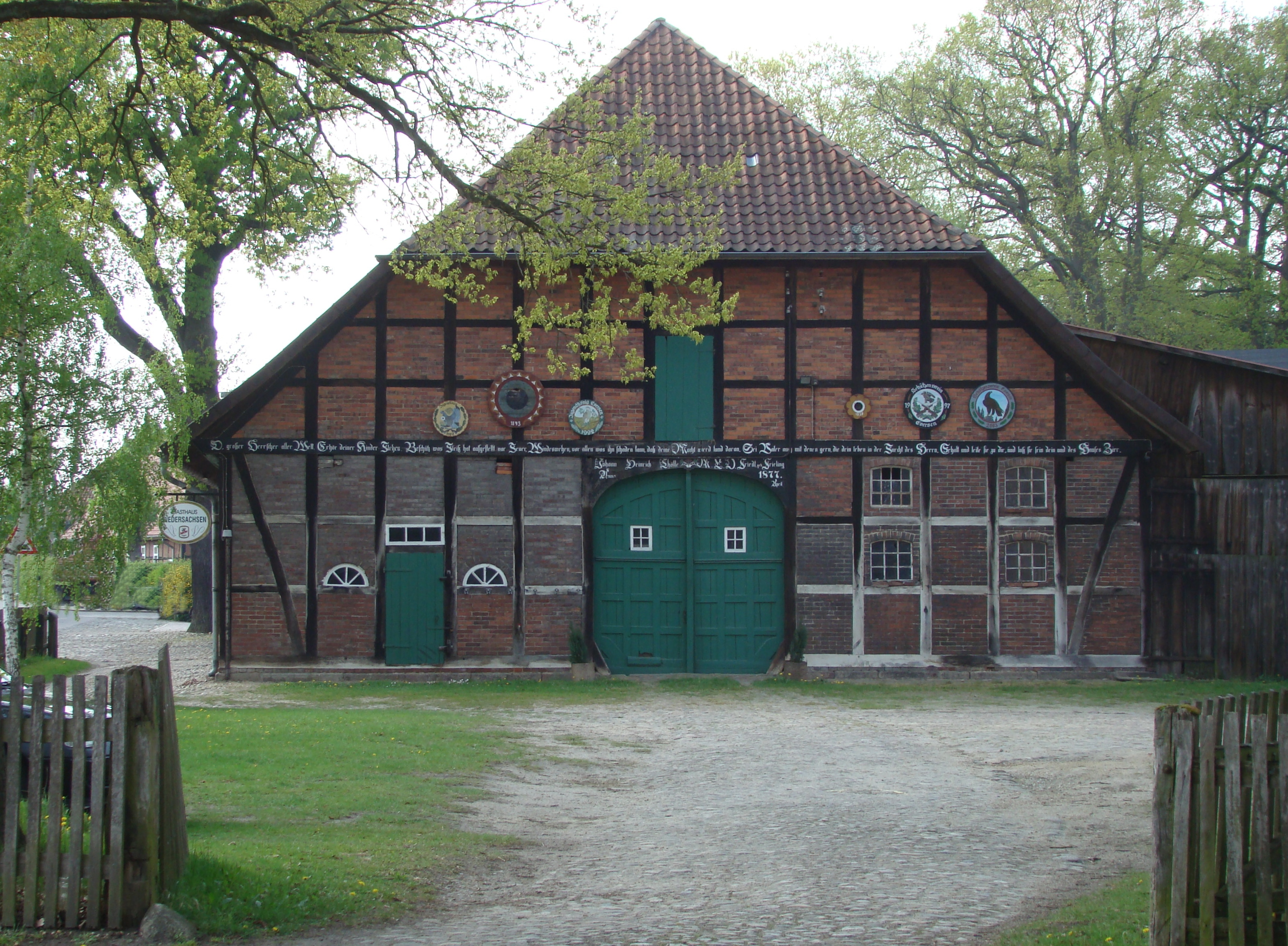
Gasthaus Niedersachsen, 1988 Drehort der TV-Serie Petticoat

1988 suchte ein Fernsehteam ein noch ursprünglich erhaltenes niedersächsisches Dorf mit Kopfsteinpflasterstraßen, alten Bauernhäusern und einem Tante-Emma-Laden. In Eversen fand man das alles vor. Es sollte das Dorfleben in den fünfziger Jahren verfilmt werden. Unter der Regie von Wigbert Wicker wurden viele der Szenen im „Gasthaus Niedersachsen“, einem weitgehend im ursprünglichen Zustand erhaltenen Niedersachsenhaus, gedreht. Der bereits geplante Umbau des Kaufladens im Ort, der ebenfalls Drehort vieler Szenen war, wurde für die Zeit der Dreharbeiten aufgeschoben. Bekannte Schauspieler wie Timothy Peach, Ulrich Pleitgen, Konstantin Graudus, Ferdinand Dux und Doris Kunstmann spielten mit. Sechs Folgen wurden gedreht, die Erstausstrahlung unter dem Titel Petticoat – Geschichten aus den Fünfzigern erfolgte am 9. November 1989 im Ersten Programm.

### Einwohnerentwicklung
Im Jahr 2000 hatte Eversen 1426 Einwohner. Seit 1821 wurden regelmäßig Volkszählungen durchgeführt, die ein gesichertes Bild der Einwohnerentwicklung in Eversen geben. Der sprunghafte Anstieg der Einwohnerzahlen nach dem Zweiten Weltkrieg ist im Wesentlichen durch den Zuzug Vertriebener bedingt.
| Jahr | Einwohner | Häuser |  | Jahr | Einwohner | Häuser |  | Jahr | Einwohner | Häuser |
| ---- | --------- | ------ |  | ---- | --------- | ------ |  | ---- | --------- | ------ |
| 1821 | 352       | 49     |  | 1910 | 543       | 90     |  | 1961 | 1055      | –      |
| 1848 | 364       | 54     |  | 1925 | 581       | 109    |  | 1970 | 1127      | 190    |
| 1859 | 387       | 52     |  | 1939 | 737       | 116    |  | 1980 | 1339      | –      |
| 1900 | 536       | 63     |  | 1950 | 1352      | 151    |  | 1994 | 1411      | –      |

### Sprache
Eversen liegt im niederdeutschen Sprachraum, der örtliche Dialekt gehört zur nordniedersächsisch-plattdeutschen Dialektgruppe. Seit dem Ende des Zweiten Weltkrieges hat sich allerdings die hochdeutsche Sprache weitgehend durchgesetzt und das Niederdeutsche verdrängt. Insbesondere unter den älteren Dorfbewohnern spielt Plattdeutsch als Umgangssprache jedoch nach wie vor eine große Rolle.

## Religion
Bis ins 16. Jahrhundert gehörte Eversen zur Lamberti-Gemeinde in Bergen. Da die Wegstrecke von 9 km einen regelmäßigen Kirchenbesuch erschwerte bzw. bei schlechtem Wetter durch aufgeweichte Wege unmöglich machte, wurde 1475 im Nachbarort Sülze eine Kapelle gebaut, die der Bergener Pastor mitbetreute. 1502 kam es zu einer Stiftung der Besitzer des Everser Gutes I, durch die eine eigene Pfarrstelle eingerichtet wurde. Seitdem gehörte Eversen zur Kirchengemeinde Sülze. Die Everser Bevölkerung ist mehrheitlich evangelisch, die für die Ortschaft zuständige Gemeinde ist die Fabian-und-Sebastian-Kirche in Sülze. Im Jahr 1993 gehörten lediglich 90 Einwohner der katholischen Pfarre in Bergen an, die für Eversen zuständig ist.

## Politik

### Ortsrat
Seit der Eingemeindung im Zuge der niedersächsischen Gebiets- und Verwaltungsreform im Jahr 1973 ist Eversen eine Ortschaft der Stadt Bergen. Vertreten wird Eversen durch den Ortsrat und den Ortsbürgermeister. Der Ortsrat hat unter anderem Entscheidungskompetenzen für die in der Ortschaft gelegenen öffentlichen Einrichtungen, ist zuständig für die Förderung der Ortsbildpflege und des Vereinslebens und muss von der Stadt Bergen bei allen die Ortschaft betreffenden Belangen gehört werden. Er setzt sich aus fünf gewählten Vertretern, den aus Eversen stammenden Mitgliedern des Gemeinderates Bergen sowie dem Bürgermeister der Stadt Bergen zusammen.
Bei der Kommunalwahl 2021 ergab sich folgende Sitzverteilung:
- CDU: 3 Sitze
- SPD: 2 Sitze

### Ortsbürgermeister
Der Ortsrat wählt den Ortsbürgermeister, Amtsinhaber ist Björn Frieling (CDU).

## Kultur und Sehenswürdigkeiten

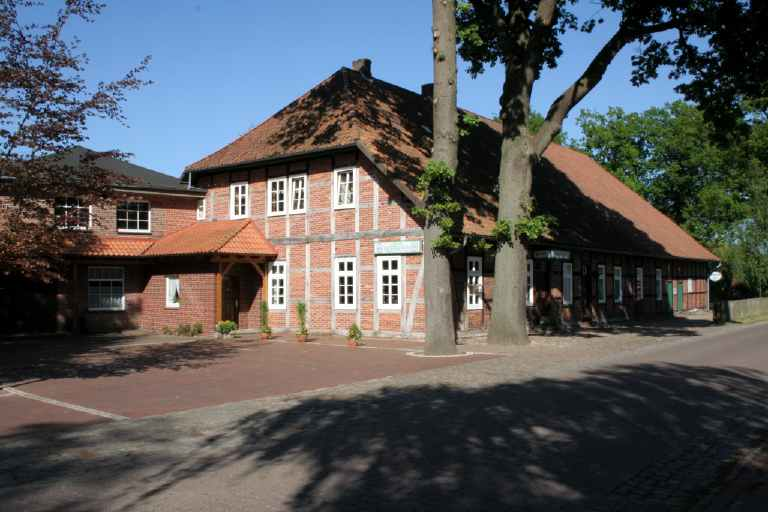
1877 gebautes Fachhallenhaus in Eversen

Im alten Dorf des Ortsteiles Eversen sind entlang der Dorfstraße zahlreiche Vierständerfachwerkhäuser aus dem 19. Jahrhundert erhalten, die unter Denkmalschutz stehen. Gegenüber dem Mühlenteich befindet sich mit der Peets-Schmidt-Kote, einem Zweiständerfachwerkhaus aus dem Jahr 1754, eines der ältesten erhaltenen Bauernhäuser der Region.
Die drei Rittergüter, mit Wohnbauten aus dem 17. Jahrhundert (Gut II) bzw. 18. Jahrhundert (Gut I und Gut III), stehen ebenfalls unter Denkmalschutz.
In der Gemarkung Eversen befinden sich mehrere Naturdenkmäler, unter anderem der als Gesamtensemble geschützte sogenannte Eichenhof des Rittergutes I sowie eine über 400 Jahre alte Eiche am Rande des Geheges.

### Baudenkmäler
Siehe auch Baudenkmale in Eversen

### Vereine
Eine wichtige Rolle im Eversener Dorfleben spielt der Schützenverein Eversen von 1745 e. V., dem über 470 Everser angehören und der neben zahlreichen vereinsinternen Aktivitäten einmal im Jahr das Everser Schützenfest veranstaltet. Dem Schützenverein Eversen gehört auch der Spielmannszug an. Der Spielmannszug Eversen veranstaltet jedes Jahr zahlreiche vereinsinterne Fahrten und einige Ausmärsche im Jahr.
1969 wurde der Fischerei-Verein Eversen e. V. gegründet, dem heute über 70 Mitglieder angehören. Neben der Bewirtschaftung eines 3,5 km langen Abschnittes der Örtze hat der Verein einen Kiesteich in Feuerschützenbostel gepachtet. An beiden Gewässern finden regelmäßig Angelveranstaltungen statt. Des Weiteren betreut der Verein den Bruchbach in Eversen. In der Örtze wurden in den letzten Jahren Versuche unternommen, den in heimischen Gewässern schon lange ausgestorbenen Lachs wieder anzusiedeln.
Der Männergesangverein Eversen von 1888 e. V. wurde 1888 gegründet und 2006 wieder ins Leben gerufen. Dem MGV Eversen gehören etwa 25 Sangesbrüder an.
Der in den 1950er Jahren gegründete Theaterverein Dorfbühne Eversen spielt einmal im Jahr ein meist dreiaktiges Theaterstück; Aufführungsort ist das Gasthaus Niedersachsen. Die Aufführungen der Laiendarsteller sind seit jeher gut besucht und sprechen auch Jugendliche an.
Seit 1962 gibt es eine Gruppe von Sanitätshelfern, die im Ort den Katastrophenschutz, den Sanitätsdienst bei Veranstaltungen und die Blutspendetermine durchführen. Zusammen mit dem Jugendrotkreuz wird monatlich das Altpapier der Bürger eingesammelt und verwertet.

## Wirtschaft und Infrastruktur

### Unternehmen

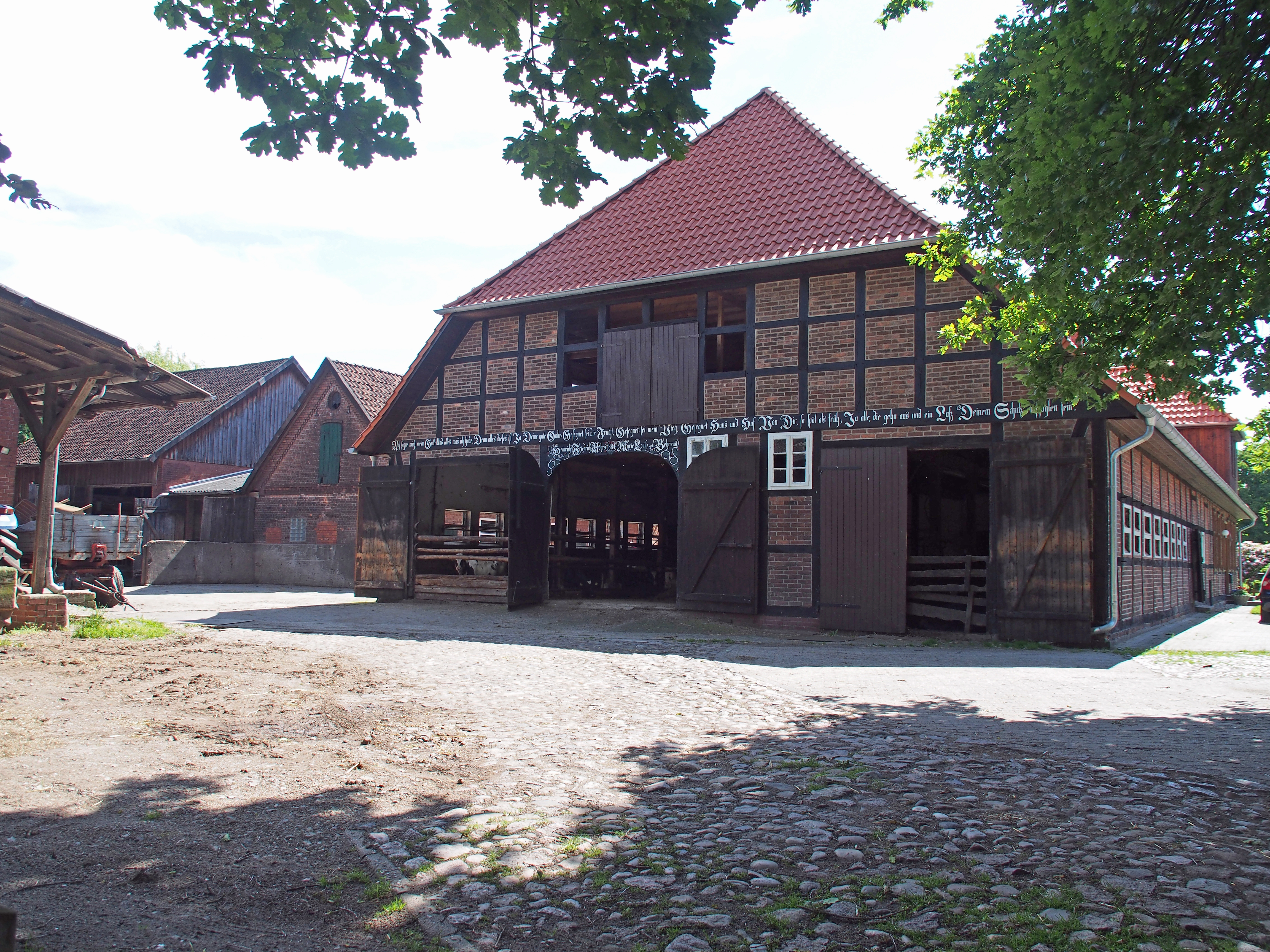
Hof Walter Otte – letzter landwirtschaftlicher Vollerwerbsbetrieb in Eversen

Die Landwirtschaft hat ihre frühere Bedeutung weitgehend verloren, neben einigen Betrieben, in denen die Landwirtschaft im Nebenerwerb betrieben wird, hat sich lediglich ein Vollerwerbsbetrieb gehalten.
Wichtige Wirtschaftsfaktoren sind der Landhandel Otte und das Sägewerk Heinrich Harling. Weitere in Eversen ansässige mittelständische Betriebe sind unter anderem die Kfz-Werkstatt Klaus Otte, die Kunstschmiede Thomas Dienelt, die Tischlerei Dieter Rossmann, der Fachwerksanierer Reinhard Peisker, der Frisörbetrieb Ulrike Preusse und die Dorfbäckerei Norbert Herrmann.
IDer Tourismus hat zunehmend an Bedeutung gewonnen. Im Ortsteil Altensalzkoth wird das Hotel Helms betrieben, in Feuerschützenbostel auf dem sogenannten Mielmannshof ein Landcafé, auf dem Rittergut Feuerschützenbostel werden Ferienwohnungen an Touristen vermietet.

### Bildung

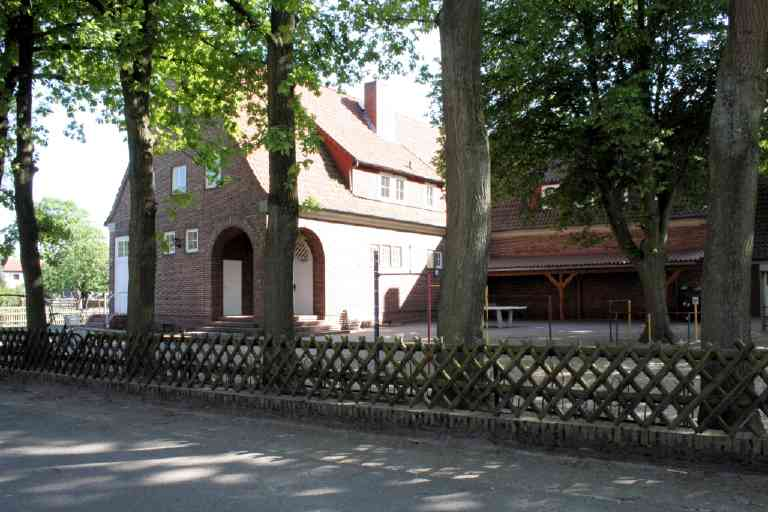
Grundschule Eversen

Die ersten Zeugnisse über eine Schule in Eversen stammen aus dem Jahre 1673, als der Schulmeister Friedrich Bussmann in einem Verzeichnis erwähnt wurde. Unterrichtet wurde in den privaten Räumlichkeiten des Lehrers, der im Hirtenhaus der Dorfgemeinschaft untergebracht war. Erst 1820 erhielt Eversen ein eigenes Schulgebäude, das 67 Jahre später wegen Baufälligkeit abgerissen werden musste. Der 1884 fertiggestellte Nachfolgebau wurde bis 1950 als Schulgebäude genutzt. Als die Schülerzahlen, insbesondere durch den Zuzug von Vertriebenen, stark anstiegen, wurde abermals ein Neubau notwendig. In diesem Haus befindet sich die Grundschule Eversen, in der vier Lehrkräfte durchschnittlich 80 Kinder unterrichten.

### Öffentliche Einrichtungen
- Nachdem durch die steigende Kinderzahl eine Vergrößerung des Kindergartens in Sülze, der bis dahin zusammen mit einem Kinderspielkreis des DRK in Sandbergsfeld für die Everser Kinder zuständig war, nötig geworden wäre, wurde Anfang der 1990er Jahre der Neubau eines Kindergartens in Eversen beschlossen. Zentral im Dorf entstanden Räumlichkeiten für etwa 50 Kinder, die von zwei Erzieherinnen und zwei Kinderpflegerinnen betreut werden. Am 1. Februar 1995 fand die Einweihung statt.[38]
- Bis in die 1960er Jahre waren die einzelnen Höfe selbst für die Entsorgung ihrer Abwässer verantwortlich. Im Zuge des Straßenausbaus Anfang der 1960er Jahre begann die Anlage eine Kanalisation, die eine zentrale Abwasserentsorgung ermöglichte. 1965 beschlossen die Gemeinden Eversen und Sülze die Anlage eines Klärwerks, das 1973 seinen Betrieb aufnahm. Im Laufe der Jahre wurden die Nachbarorte Diesten, Huxahl, Offen, Altensalzkoth und Hassel ebenfalls in das Entsorgungssystem eingebunden.[39]

### Verkehr
Eversen liegt an der von Celle nach Hermannsburg verlaufenden Landesstraße 240. Von 1902 bis 1975 wurde der Bahnhof Eversen an der Bahnstrecke Celle–Soltau im SPNV bedient, die den Ort mit Celle und Bergen und ab 1910 auch mit Soltau verband. Nach dem Streckenausbau der Bahnstrecke Beckedorf–Munster bestand eine Eisenbahnverbindung nach Hermannsburg und Munster. Busse der Linie Celle – Faßberg der CeBus GmbH & Co. KG halten mehrmals täglich in Eversen und verbinden den Ort mit den umliegenden Dörfern.

## Persönlichkeiten
- Adolf Eichmann (1906–1962), SS-Obersturmbannführer und NS-Verbrecher, lebte von 1946 bis 1950 in Altensalzkoth
- Ursula Demitter (* 1945), Dokumentarfilmregisseurin
- Gert G. von Harling (* 1945), Jagdschriftsteller
- Henning Otte (* 1968), Politiker, MdB